# Gaetano Fichera
Gaetano Fichera   (Acireale, 8 de febrer de 1922 - Roma, 1 de juny de 1996) va ser un matemàtic italià.

## Vida i obra
Nascut a la ciutat metropolitana de Catània (Sicília), va començar els seus estudis universitaris a la universitat d'aquesta ciutat, on va ser deixeble de Pia Nalli, però el 1939 va passar a la universitat de Roma La Sapienza, en la qual es va graduar el 1941, essent deixeble de Mauro Picone.
El 1943, durant la Segona Guerra Mundial, va ser mobilitzat, però en ser Itàlia aliada dels nazis, va desertar i va ser empresonat i condemnat a mort. Va aconseguir escapolir-se dels seus captors i va lluitar amb els partisans a la regió d 'Emília-Romanya fins al final de la guerra.
Acabada la guerra va tornar a Roma, on va obtenir l'habilitació per a la docència el 1948 i l'any següent va obtenir una plaça docent a la universitat de Trieste. El 1956 va retornar a la universitat de Roma per ocupar la plaça que havia deixat vacant el seu mestre, Picone, per jubilació. Va romandre a la universitat romana fins que es va retirar el 1992.
Fichera va publicar més de dos-cents cinquanta articles científics i divuit monografies. Les seves aportacions més notables van ser en el camp de les equacions diferencials el·líptiques, sobre les que va muntar una teoria d'aplicació en nombrosos camps. També va fer recerques importants en els camps de la teoria de l'elasticitat, l'anàlisi numèrica, l'anàlisi funcional i la història de les matemàtiques.